# Gérard Larcher
Pour les articles homonymes, voir Larcher.
Gérard Larcher, né le 14 septembre 1949 à Flers (Orne), est un homme d'État français. Membre du RPR, de l'UMP puis de LR, il est président du Sénat de 2008 à 2011 et depuis 2014.
Maire de Rambouillet de 1983 à 2014 et sénateur des Yvelines à partir de 1986, il est vice-président du Sénat de 1997 à 2001, puis président de la commission des Affaires économiques et du Plan de la chambre haute de 2001 à 2004. Il est ensuite, entre 2005 et 2007, ministre délégué au Travail dans les gouvernements Raffarin III et Villepin.
En 2008, après avoir battu l'ancien Premier ministre Jean-Pierre Raffarin lors d'une primaire interne à son groupe, il est élu à la présidence du Sénat. Défait par le socialiste Jean-Pierre Bel à la suite de la victoire de la gauche aux élections sénatoriales de 2011, il retrouve trois ans plus tard la présidence de la haute assemblée, à laquelle il est réélu en 2017, 2020 et 2023.

## Situation personnelle

### Origines, famille et études
Gérard Philippe René André Larcher est issu d'une famille catholique. Son père, Philippe Larcher, maire de Saint-Michel-des-Andaines dans l'Orne, était propriétaire d'une usine de textile et petit éleveur de chevaux de selle et de vénerie,.
Envoyé en pensionnat chez les Eudistes, Gérard Larcher se convertit plus tard au protestantisme en épousant en secondes noces Christine Weiss, une amie d'enfance de confession luthérienne, avec laquelle il a trois enfants : Aymeric, Dorothée et Charlotte.
Après avoir obtenu son baccalauréat à l'institution Sainte-Marie de Caen, il s'inscrit dans une classe préparatoire BCPST au lycée Louis-Thuillier à Amiens. Il intègre ensuite l'École nationale vétérinaire de Lyon, dont il est diplômé en 1973. Passionné par la chasse,, il soutient sa thèse d'exercice, intitulée Contribution à l'étude des chiens de grande vénerie : « Le Poitevin ». Il effectue ensuite son service militaire à la caserne de la garde républicaine à Paris.
Il est souvent présenté comme membre de la franc-maçonnerie, mais il dément cette appartenance.

### Carrière professionnelle
Gérard Larcher est docteur vétérinaire, spécialisé dans les chevaux, pendant 14 ans. Par ailleurs, il atteint un niveau de compétition en saut d'obstacles et concours complet. Il travaille, de 1974 à 1979, au haras national du Pin, en Normandie, au sein de l'équipe de France de sports équestres, qu'il suit lors de sa victoire aux Jeux olympiques d'été de 1976 à Montréal (Canada),. Il arrête cette activité en 1979, après être devenu conseiller municipal de Rambouillet. Il est ensuite correspondant de la Fédération équestre internationale, jusqu'en 1983. Il interrompt sa carrière professionnelle après avoir été élu sénateur.

### Passions et hobbies
Passionné d'équitation, Gérard Larcher aime également la pêche en mer, notamment à l'Île-de-Batz, où sa famille possède une maison depuis plus de 50 ans.
Il est également un passionné de la voiture 4L depuis son enfance, un modèle de voiture qu'il a révélé encore posséder lors du 60e anniversaire de ce modèle emblématique de Renault, en 2021.

## Parcours politique

### De Rambouillet au Sénat

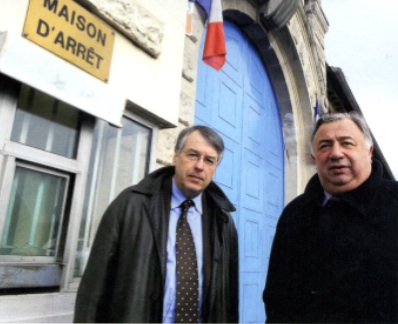
Gérard Larcher avec Jean-René Lecerf en 2009.

Gérard Larcher s'engage au sein des jeunes gaullistes et à l’Union pour la nouvelle République – Union démocratique du travail (UNR-UDT) dès le lycée. Il intègre le RPR lors de sa création, en 1976. Proche de Charles Pasqua, il entre dans les années 1990 au bureau politique, puis au comité politique du parti gaulliste.
Il est tout d'abord conseiller municipal de Rambouillet à partir de 1979. Après la victoire de la gauche à l'élection présidentielle de 1981, sa femme l'incite à se lancer véritablement en politique. Élu maire de Rambouillet à la suite des élections municipales de 1983 au cours desquelles il a notamment affronté Christine Boutin, il est constamment réélu, recueillant jusqu'à 71 % des voix dès le premier tour des municipales de 2001. À ce poste, Gérard Larcher poursuit la construction de logements sociaux, lance la création d'une nouvelle zone d'activité intercommunale consacrée à l'industrie cosmétique et d'un village culturel hébergeant des troupes d'artistes. Lorsqu'il abandonne son mandat de maire au profit de son premier adjoint Jean-Frédéric Poisson, lors de sa nomination au gouvernement en 2004, le taux de chômage à Rambouillet est inférieur à 5 %.
De 1985 à 1992, il exerce les fonctions de conseiller régional d'Île-de-France.
Il est élu sénateur dans le département des Yvelines le 28 septembre 1986. Réélu le 24 septembre 1995, il exerce plusieurs fonctions importantes au Sénat : secrétaire de 1989 de 1995, vice-président de 1997 à 2001, président de la commission des Affaires économiques et du Plan de 2001 à 2004. Il est aussi rapporteur de la commission spéciale chargée d'examiner le projet de loi d'orientation pour l'aménagement et le développement du territoire en 1994.

### Ministre sous Jacques Chirac
Bien qu'ayant préféré Édouard Balladur à Jacques Chirac au moment de l'élection présidentielle de 1995, Gérard Larcher est nommé ministre délégué aux Relations du Travail dans le troisième gouvernement de Jean-Pierre Raffarin (2004-2005), puis ministre délégué à l'Emploi, au Travail et à l'Insertion professionnelle des jeunes dans le gouvernement de Dominique de Villepin (2005-2007). D'après Jean-Christophe Le Duigou, un dirigeant de la CGT, il est « un des moins mauvais ministres du Travail […] depuis longtemps ». Il est réputé pour être un homme d'écoute et de consensus, participant longuement aux négociations avec les partenaires sociaux, dont il est proche,.
Redevenant maire de Rambouillet en juin 2007, il conserve ses fonctions après les élections municipales de 2008, lors desquelles sa liste obtient 57,7 % des suffrages au premier tour.
Après avoir décliné l'offre de Nicolas Sarkozy qui souhaitait le nommer ministre de l'Agriculture,, il redevient sénateur le 1er octobre 2007, à la suite de la démission de la sénatrice Adeline Gousseau.
Régulièrement consulté sur les questions sociales par le président Sarkozy, il préside la commission spéciale sur la loi de modernisation de l'économie à partir de juin 2008. Le 11 avril 2008, Gérard Larcher, ancien président de la Fédération hospitalière de France, remet au chef de l'État un rapport sur la réforme hospitalière. Il préconise entre autres le regroupement d'établissements, dans le but de ramener les hôpitaux publics à l'équilibre budgétaire en 2012, alors qu'ils affichent un déficit cumulé de 800 millions d'euros chaque année.

### Premier mandat de président du Sénat

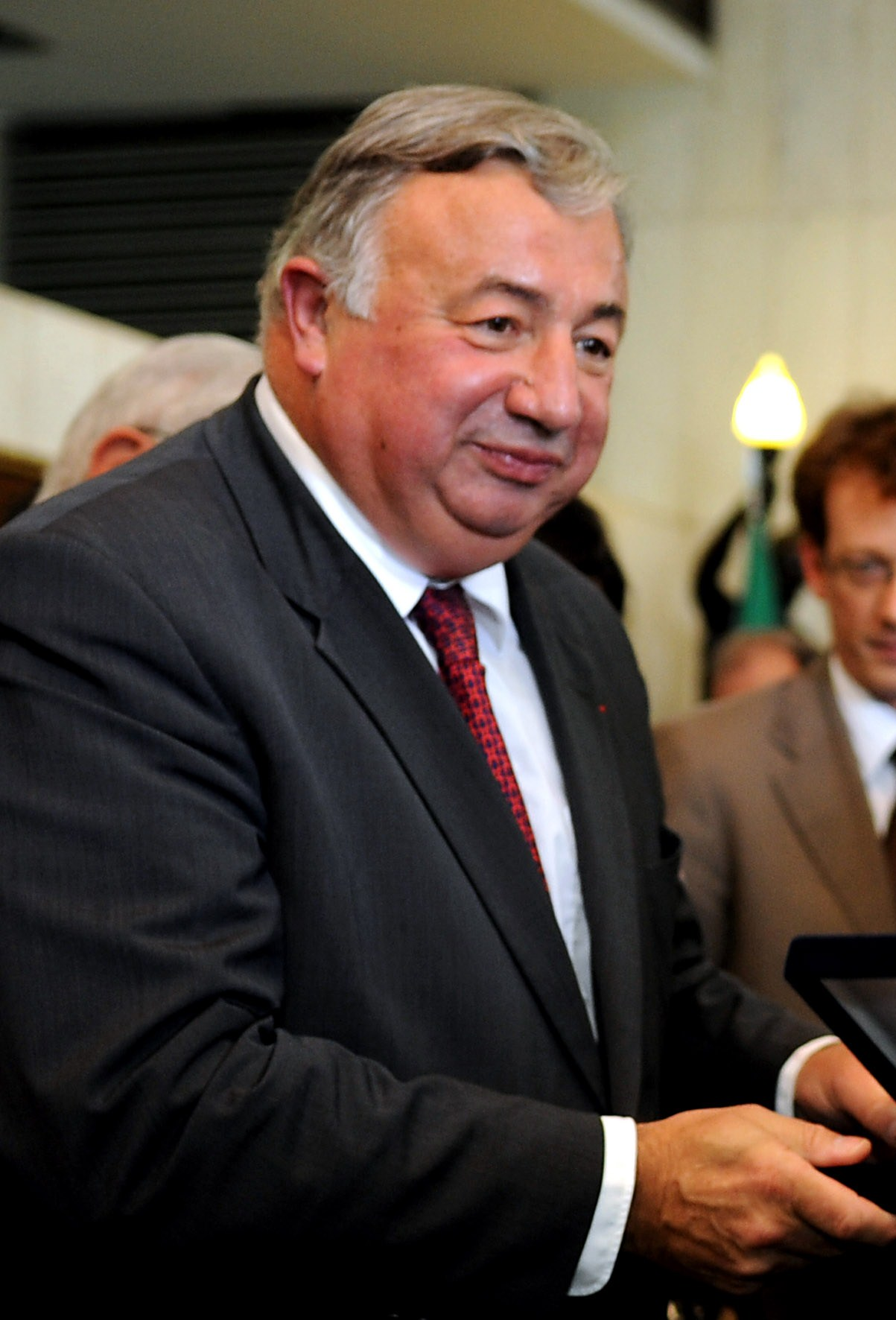
Gérard Larcher en 2009, durant son premier mandat à la présidence du Sénat.

Dès son départ du gouvernement, les médias prêtent à l'ancien ministre l'intention de briguer la présidence du Sénat,. Il est le premier à déclarer publiquement sa candidature à la succession de Christian Poncelet, le 31 juillet 2008.
Lors d'une primaire interne organisée par le groupe UMP le 24 septembre 2008, Gérard Larcher est largement désigné candidat représentant du groupe UMP à la présidence du Sénat, contre l'ancien Premier ministre Jean-Pierre Raffarin et le maire de Compiègne, Philippe Marini. Il est élu président du Sénat le 1er octobre suivant, avec 173 voix, contre 134 à Jean-Pierre Bel (SOC), 19 à René Garrec (UMP) et 2 à Jean-Pierre Raffarin (UMP). Dans le discours qu'il prononce à la suite de sa victoire, le nouveau président de la chambre haute enjoint à ses collègues de « faire de [leur] institution la maison des élus locaux et des collectivités territoriales », tout en déplorant le fait que celle-ci soit critiquée « à partir de caricatures ou d'informations tronquées » ; dans un souci d'exemplarité, Gérard Larcher « [s]'engage à la transparence ».
Le 18 novembre 2008, il annonce la baisse de 30 % de ses indemnités, ainsi que celle des trois questeurs du Sénat. Selon L'Express, le cabinet de Gérard Larcher a réduit ses dépenses de 44,45 % au cours de l'année 2009. Durant son mandat, il mène la plus importante réorganisation du Sénat depuis 1958, en réformant notamment les systèmes de rémunérations, retraites et privilèges des sénateurs (fin des grosses retraites et des prêts immobiliers à 0 %, réduction du parc automobile, suppression du deuxième appartement de fonction du président du Sénat). En juillet 2011, il se félicite d’être le premier président de la haute assemblée à ne pas avoir demandé à l'État d'augmenter le budget du Sénat.
Comme prévu, les élections sénatoriales de septembre 2011 sont favorables à la gauche, qui obtient 177 sièges contre 171 à la droite et au centre-droit. C'est la première fois, sous la Ve République, qu'une alternance se produit à la chambre haute. Soucieux de défendre son bilan, Gérard Larcher annonce rapidement être candidat à un nouveau mandat malgré la défaite de son camp. Le 1er octobre suivant, il obtient 134 voix contre 179 pour Jean-Pierre Bel, qui devient ainsi le premier président socialiste de l'histoire du Sénat.

### Sur les bancs de l'opposition sénatoriale
Après avoir perdu le « plateau » du Sénat, Gérard Larcher intègre la commission des Affaires étrangères, de la Défense et des Forces armées de la chambre haute, présidée par le socialiste Jean-Louis Carrère.
Le 28 février 2012, il entre au conseil d'administration du domaine national du château de Chambord à la suite d'un arrêté gouvernemental publié au Journal officiel. Sa nomination comme président de ce conseil est approuvée dès le lendemain par le Conseil des ministres.
Lors du congrès de l'UMP de novembre 2012, il soutient la candidature de l'ancien Premier ministre François Fillon pour la présidence du parti face à celle du secrétaire général sortant, Jean-François Copé,,.
Tandis qu'il refuse de briguer un nouveau mandat de maire à Rambouillet lors des élections municipales de mars 2014, Gérard Larcher annonce très tôt son intention de retrouver la présidence du Sénat à l'issue des élections sénatoriales de septembre suivant. D'après le quotidien Le Figaro, qui s'appuie notamment sur le témoignage de son collègue Gérard Longuet, il nourrit cette ambition dès sa défaite face à Jean-Pierre Bel, en octobre 2011.

### Retour au«plateau»

#### Deuxième mandat de président du Sénat

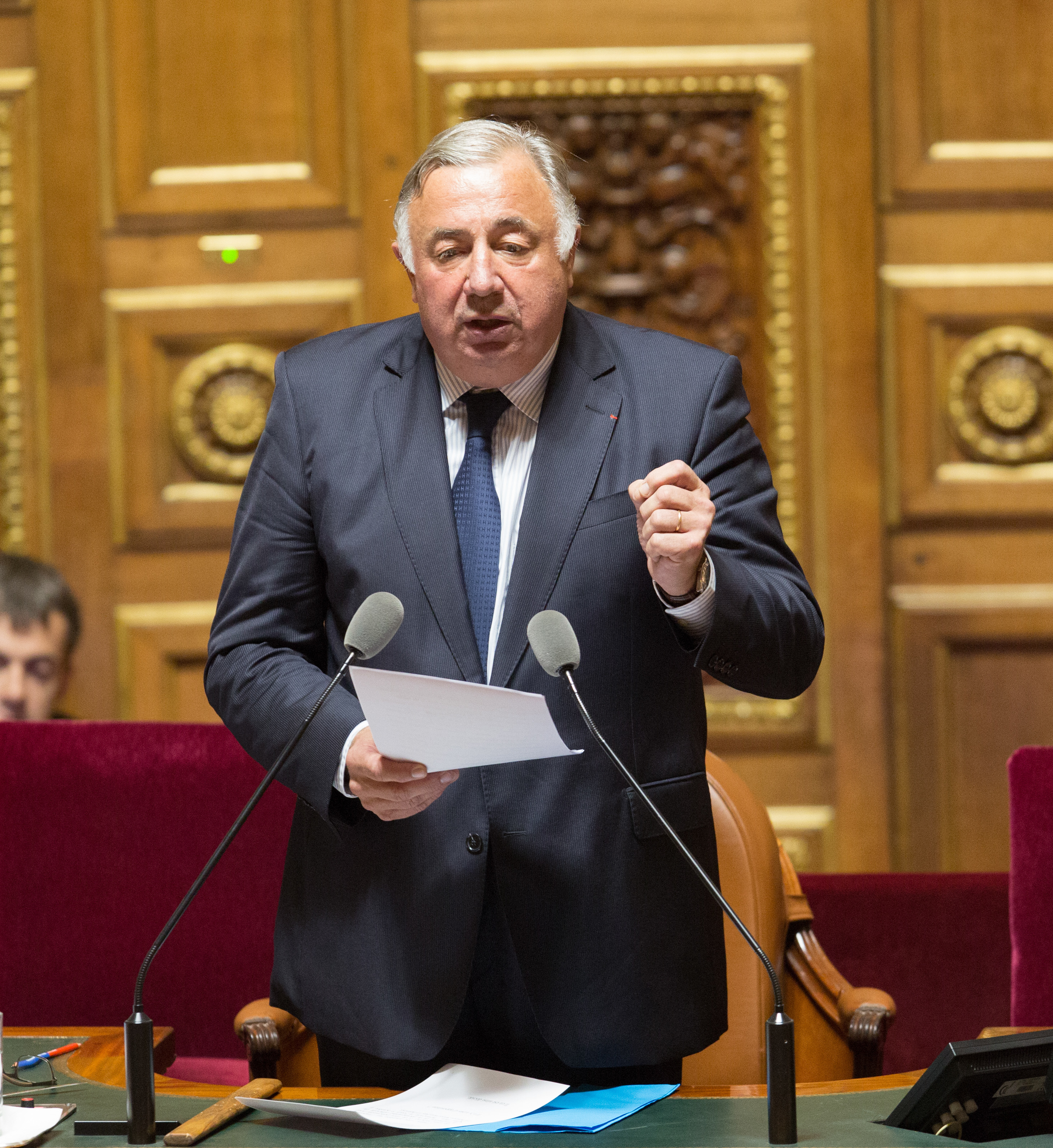
Gérard Larcher après sa réélection au « », le 1 octobre 2014.

Lors des élections sénatoriales de septembre 2014, qui suivent le scrutin municipal du mois de mars, le renouvellement de la moitié du Sénat s'avère favorable à la droite et au centre. Dans les jours qui suivent, à l'occasion d'une primaire, Gérard Larcher obtient l'investiture du groupe UMP pour briguer la présidence du Sénat après avoir battu Jean-Pierre Raffarin et Philippe Marini, qu'il avait déjà affrontés six ans plus tôt.
Le 1er octobre 2014, il est élu président du Sénat à l'issue d'un second tour avec 194 voix contre 124 au socialiste Didier Guillaume. Gérard Larcher obtient ainsi quelques voix de plus que le nombre total de sénateurs formant la nouvelle majorité. C'est la première fois sous la Ve République qu'un sénateur est élu à la présidence de la chambre haute à deux reprises de façon non consécutive.
En janvier 2015, à la suite de la déclaration du président de l'Assemblée nationale, Claude Bartolone, remettant en cause l'existence du Sénat, Gérard Larcher annonce cesser sa collaboration avec ce dernier dans le cadre d'une mission sur le sentiment d'appartenance à la nation confiée par François Hollande après une série d’attentats. Les médias se font alors l'écho de ce débat ancien sur la fin du bicamérisme, tandis que Gérard Larcher reçoit l'appui de la quasi-totalité des sénateurs.
Il annonce, en mars 2015, une réforme des revenus des sénateurs visant à baisser les indemnités de ceux trop souvent absents et à contrôler les frais de mandat, en interdisant notamment leur utilisation pour l'achat d'une permanence électorale. Le journaliste Yvan Stefanovitch, auteur d'un pamphlet contre les avantages acquis des membres de la haute assemblée, dénonce toutefois une « réforme de façade » n’ayant aucun réel impact sur l'absentéisme des sénateurs,.
Lors de la primaire présidentielle de la droite et du centre de 2016, il est l’un des principaux soutiens de François Fillon,. Après la victoire de celui-ci, il devient président du comité politique des Républicains, mis en place pour « assumer la plénitude des pouvoirs et des attributions du bureau politique dans l'intervalle des réunions de ce dernier ». Entre les deux tours de l'élection présidentielle de 2017, après l'élimination de François Fillon, qu'il soutenait malgré des réticences causées par les soucis judiciaires de ce dernier, Gérard Larcher appelle à voter pour Emmanuel Macron,,. A posteriori, il explique à propos de l'affaire Fillon : « On est tous tombés de l’armoire. J'ai continué la campagne par fidélité, mais je savais que c'était plié ».

#### Troisième mandat de président du Sénat
Candidat à sa réélection au scrutin sénatorial de septembre 2017 et à la présidence du Sénat, il est donné en difficulté à la suite de la montée en puissance de La République en marche, le parti du nouveau président, Emmanuel Macron. Dans ce contexte, il propose la nomination au Conseil constitutionnel du sénateur centriste Michel Mercier, qui était perçu comme un de ses potentiels rivaux pour la présidence du Sénat. Dans les Yvelines, Gérard Larcher doit faire face à la concurrence de trois listes à droite, dont une menée par l'ancien député Jacques Myard, qui lui reproche la nomination de Michel Mercier au Conseil constitutionnel, et ses prises de position modérées à l'égard du nouvel exécutif.

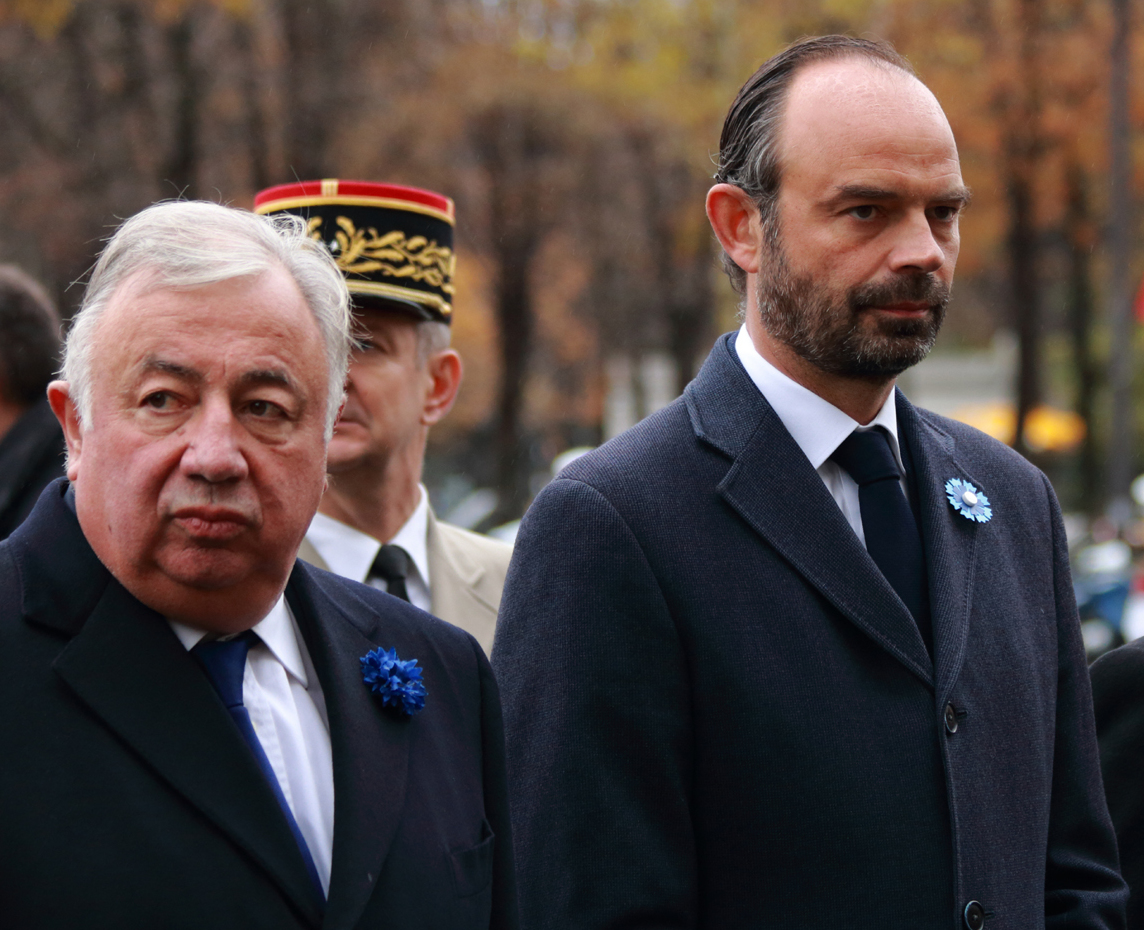
Gérard Larcher au côté du Premier ministre Édouard Philippe pour la commémoration de l'armistice de 1918 à Paris, en novembre 2017.

La liste qu'il conduit dans les Yvelines obtient 57,9 % des suffrages exprimés, bénéficiant du vote d'un collège électoral principalement élu lors des élections municipales de 2014, favorables à la droite,. Avec cinq élus sur six sièges à pourvoir (l'autre siège est obtenu par LREM, qui recueille 12,6 % des voix), il manque de peu de réaliser le grand chelem dans son département. À l'issue du scrutin sénatorial, la majorité de droite renforce son nombre d'élus. Le 2 octobre 2017, il est réélu pour un troisième mandat avec 223 voix, contre 79 à Didier Guillaume (SOCR) et 15 à Éliane Assassi (CRCE).
Au cours de l'année 2018, alors qu'Emmanuel Macron cherche à obtenir le soutien nécessaire du Sénat pour l'examen d'un projet de révision constitutionnelle, Gérard Larcher négocie avec le gouvernement afin qu’il opte pour une réduction moindre du nombre de sénateurs, pour qu’il réduise la dose de scrutin proportionnel proposée pour les élections sénatoriales et pour qu'il abandonne l’idée de renouveler le Sénat dans sa totalité en 2021. Il essaie également de modifier les mesures touchant au droit d’amendement et au cumul des mandats pour les maires des petites communes,. Sa conduite des négociations lui attire les critiques d’une partie de sa majorité, qui le trouve trop conciliant avec l’exécutif.
En mars 2019, la décision du bureau du Sénat de saisir la justice après les travaux de sa commission d'enquête sur l’affaire Benalla suscite la colère de l'exécutif et des élus de La République en marche à son égard. À cette occasion, le Sénat est perçu comme un réel contre-pouvoir alors que l’Assemblée nationale est jugée plus effacée qu’auparavant. Gérard Larcher invoque l'application du droit et se félicite de la médiatisation des auditions menées par la commission des Lois de la chambre haute,.
Il est hostile à la désignation de François-Xavier Bellamy, qu'il juge trop conservateur et eurosceptique, à la tête de la liste Les Républicains-Les Centristes aux élections européennes de 2019. Après le mauvais score réalisé par la liste, il critique la ligne du président de LR, Laurent Wauquiez, et annonce qu'il entend conduire un rassemblement du centre et de la droite au-delà des partis politiques existants. Alors que le parti est menacé d’explosion, il rassemble dans un hôtel parisien ses dirigeants, puis commence un tour de France des fédérations. Il met en avant l’importance que son camp politique puisse de nouveau exister entre le RN et LREM, notamment en vue des élections municipales de 2020,. Il dément tout projet de candidature à l’élection présidentielle de 2022.
En mars 2020, avec Christian Jacob et François Baroin, il conseille à Emmanuel Macron de maintenir le premier tour des élections municipales malgré la crise sanitaire due à la Covid-19, estimant qu'il faudrait également fermer des structures comme les transports en commun en cas d’annulation du scrutin. Alors qu’il appelle à faire  l’union nationale derrière l’exécutif, le président du Sénat est ultérieurement critiqué par la majorité présidentielle pour cette prise de position, qui aurait été déterminante dans le choix du chef de l’État,.

#### Quatrième mandat de président du Sénat

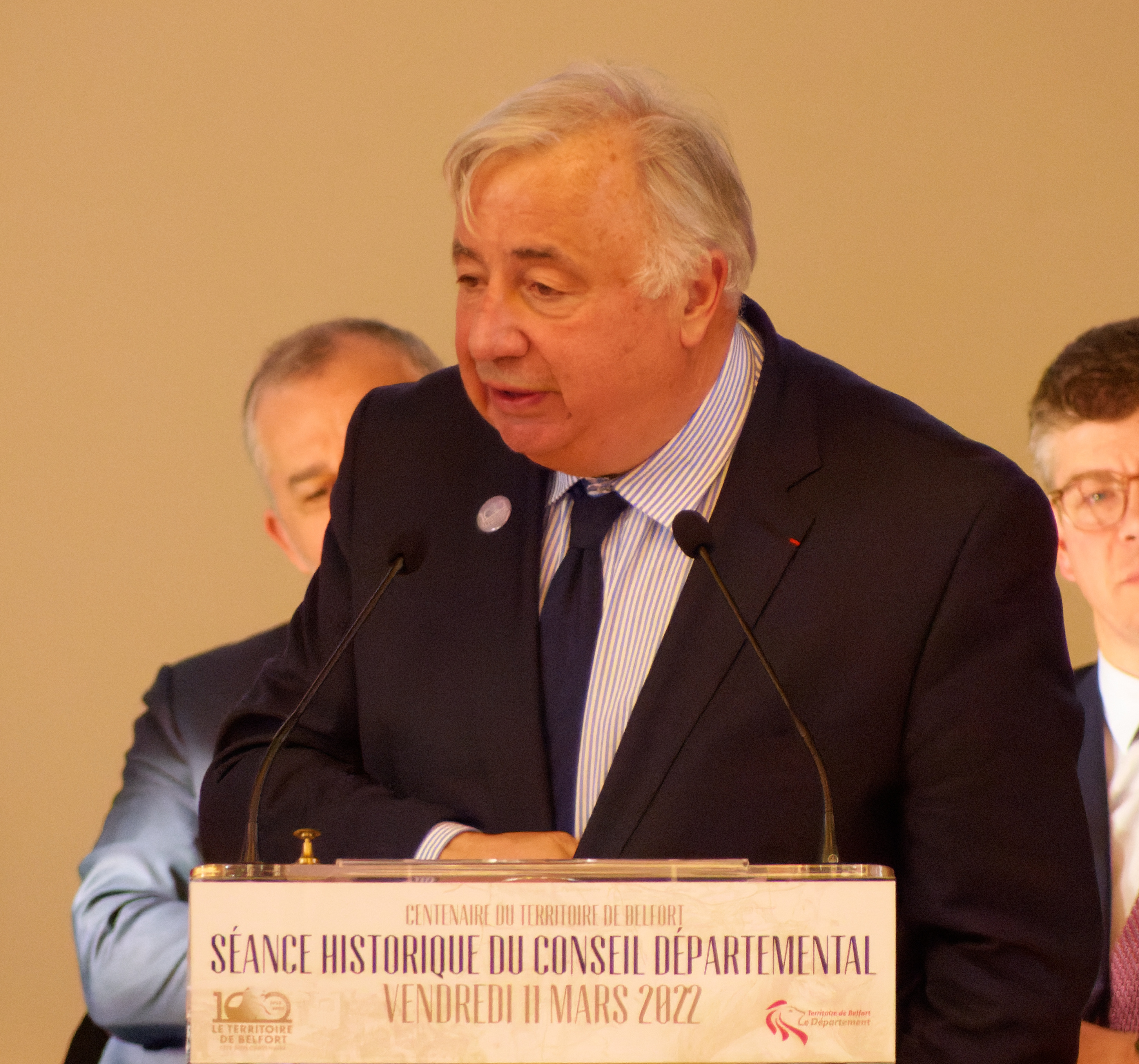
Gérard Larcher aux célébrations du centenaire du Territoire de Belfort (2022).

À l'issue des élections sénatoriales de 2020, la droite conforte sa majorité, LR gagnant quatre sièges et le groupe Union centriste trois. Candidat à un nouveau mandat de président du Sénat, Gérard Larcher bat son record de voix obtenu en 2017, réunissant 231 voix, soit 71,3 % des 324 suffrages exprimés, contre 65 pour le socialiste Patrick Kanner, 15 pour la communiste Éliane Assassi et 13 pour l'écologiste Guillaume Gontard.
S'attachant à donner au Sénat davantage de force sur la scène politique, il autorise la mise en place de commissions d'enquête mettant en difficulté le gouvernement sur l'assassinat de Samuel Paty, l'influence des cabinets de conseil ou le fiasco sécuritaire du stade de France en 2022. Toutefois, lorsque certains sujets paraissent sensibles pour la droite comme la fraude fiscale, il fait obstacle à la création d'une telle commission.
Alors que la droite n’a pas de candidat incontesté en vue de l’élection présidentielle de 2022, il se démarque de nombreux dirigeants LR en appelant à l’organisation d’une primaire et en ne se disant pas hostile à la possibilité qu’une personnalité n’étant pas issue de LR représente le parti à ce scrutin,. Au début de l'année 2021, alors qu'il reste perçu comme un « sage » dans son parti, il est chargé de définir les modalités de désignation du candidat de la droite. En prévision du scrutin présidentiel, il intègre l'équipe de campagne de la candidate LR, Valérie Pécresse, en qualité de président d'honneur des comités de soutien,. Face au refus d'Emmanuel Macron de débattre avec les autres candidats, il accuse le président sortant de profiter du conflit ukrainien pour tenter d'enjamber le scrutin et questionne la légitimité du gagnant d'une « élection sans campagne ». Ces propos tenus par le troisième personnage de l'État choquent la majorité présidentielle tandis qu'Emmanuel Macron les qualifie d'« irresponsables ».
Aux débuts du second mandat d'Emmanuel Macron, il adopte une posture plus conciliante vis-à-vis de l'exécutif alors qu'il apparaissait comme l'un de ses principaux adversaires durant son premier quinquennat, se présentant lui-même comme le garant d'un « contre-pouvoir » vis-à-vis de l'exécutif. Le président du Sénat est même mentionné comme un possible recours pour la fonction de Premier ministre en remplacement d'Élisabeth Borne. Les médias rapportent que cette nomination présenterait plusieurs avantages comme l'expérience institutionnelle de l'intéressé, son ancrage dans les collectivités locales ainsi que sa capacité à travailler avec la droite, la gauche et le Mouvement démocrate (MoDem). Cependant, l'aile gauche de la majorité présidentielle se montre réticente et Gérard Larcher oppose une fin de non-recevoir à cette idée,.

#### Cinquième mandat de président du Sénat

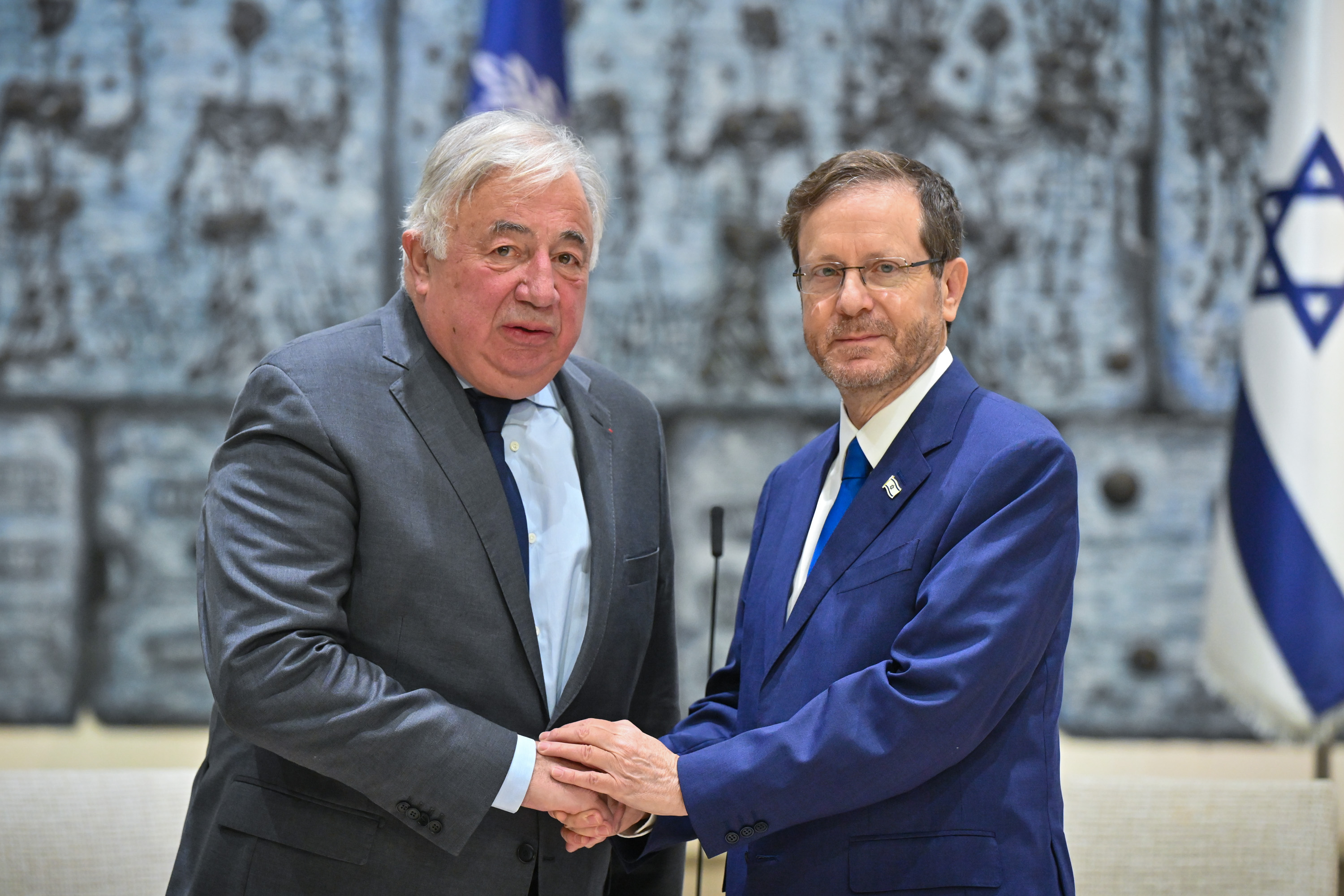
Gérard Larcher rencontrant le président de l'État d'Israël, Isaac Herzog, en décembre 2023.

À l'issue des élections sénatoriales du 24 septembre 2023, la droite et le centre conservent leur majorité à la chambre haute. Briguant la présidence du Sénat pour la cinquième fois, Gérard Larcher est réélu le 2 octobre suivant avec 218 voix, contre 64 voix pour le socialiste Patrick Kanner, 20 voix pour la communiste Cécile Cukierman et 18 voix pour l'écologiste Guillaume Gontard. Le groupe des sénateurs macronistes ne présente aucun candidat face à lui, lui apportant implicitement son soutien.
En novembre 2023, en réaction à la recrudescence des actes antisémites dans le contexte de la guerre à Gaza depuis 2023, Gérard Larcher et la présidente de l'Assemblée nationale, Yaël Braun-Pivet, appellent ensemble à une « grande marche civique » contre l'antisémitisme entre le palais Bourbon et celui du Luxembourg. La marche du 12 novembre 2023, baptisée la « marche pour la République et contre l'antisémitisme », rassemble plus de 180 000 participants à Paris et dans plusieurs villes de France.
Du 10 au 13 novembre 2024, Gérard Larcher et Yaël Braun-Pivet effectuent un déplacement conjoint en Nouvelle-Calédonie dans le cadre d'une mission de concertation et de dialogue avec les acteurs du territoire, afin de les aider à « inventer une réponse institutionnelle originale et pérenne ».
En janvier 2025, Le Canard enchaîné révèle le renouvellement du siège du président du Sénat pour un montant de 40 000 euros, dans un contexte de dérapage budgétaire important de l'État. Gérard Larcher reconnaît plus tard une « erreur » dans ce choix tout en revendiquant la nécessité du remplacement.

## Prises de position
Gérard Larcher est tenant d'une aile « modérée » et de « tendance chiraquienne » au sein de la droite,. Il affirme « ne jamais dire non par dogmatisme, ne jamais dire oui par principe ».

### Institutions

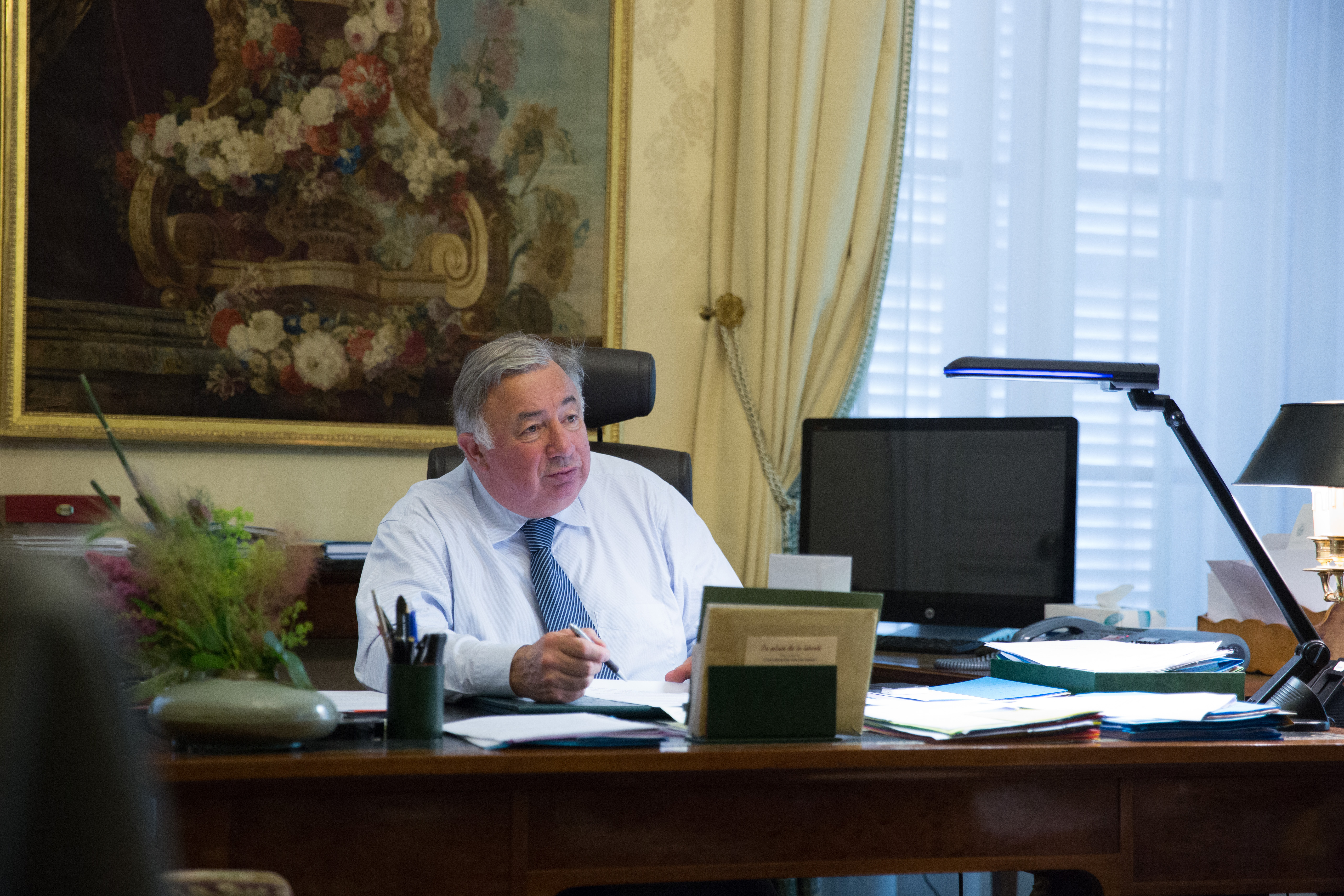
Gérard Larcher dans son bureau du Petit Luxembourg, en 2015.

Alors que l'inversion du calendrier électoral, votée en 2001 à la suite de l'adoption du quinquennat présidentiel, a réduit l'influence de l'Assemblée nationale sur la scène politique, Gérard Larcher défend l'idée que le Sénat doit être un contre-pouvoir face à l'exécutif, en particulier dans le contexte de l'affaire Benalla.
S'affichant en défenseur des « territoires », il se montre critique envers le jacobinisme et la centralisation. Il s'oppose au projet d'Emmanuel Macron de réduire le nombre de parlementaires à hauteur de 25-30 % et d'instaurer une part de scrutin proportionnel aux élections législatives,. En 2019, il s'oppose au projet de référendum d'initiative partagée contre la privatisation du groupe ADP, qu'il considère comme un « détournement de démocratie représentative ».
Après les élections législatives de 2022, il estime que la présidence de la commission des Finances de l'Assemblée nationale doit revenir au Rassemblement national plutôt qu'à l'un des groupes de la Nouvelle Union populaire écologique et sociale.

### Questions de société
Il estime que le port du foulard islamique dans l'espace public est « une liberté qu'[il] veu[t] défendre » et juge l'islam « compatible avec la République, à condition qu'il ne soit ni radical ni politique ».
En 2012, il s'oppose au projet de loi ouvrant le droit au mariage et à l'adoption aux couples de même sexe. Il participe à des cortèges de La Manif pour tous,.
Il s'oppose en 2024 à l'inscription de la liberté à l'avortement dans la Constitution, considérant que celui-ci « n’est pas menacé dans notre pays » et que la norme juridique suprême « n’est pas un catalogue de droits sociaux et sociétaux »,.

### Économie
En 2022, il estime que le recul de l'âge légal de départ à la retraite à 65 ans est « indispensable » et assure le gouvernement de son soutien. Il s'oppose cependant à la suppression du régime spécial des sénateurs.
Il défend en 2024 l'instauration de sept heures de travail non rémunérées par an pour les salariés afin de faire des économies.

## Détail des mandats et fonctions

### Au gouvernement
- 31 mars 2004 – 31 mai 2005 : ministre délégué aux Relations du Travail.
- 2 juin 2005 – 15 mai 2007 : ministre délégué à l'Emploi, au Travail et à l'Insertion professionnelle des jeunes.

### Au Sénat

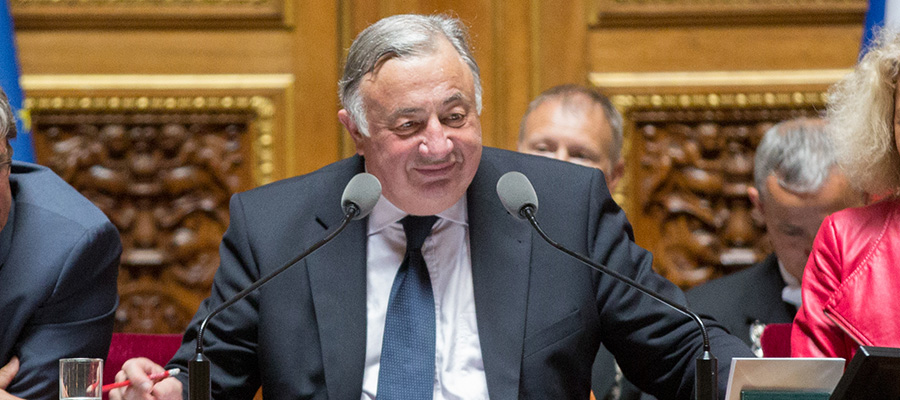
Gérard Larcher présidant une séance du Sénat en 2015.

- 2 octobre 1986 – 30 avril 2004 : sénateur des Yvelines.
- 4 octobre 1989 – 1er octobre 1995 : secrétaire du Sénat.
- 4 octobre 1995 – 29 janvier 1997 : vice-président de la commission des Affaires économiques.
- 15 janvier 1997 – 30 septembre 2001 : vice-président du Sénat.
- 4 octobre 2001 – 30 avril 2004 : président de la commission des Affaires économiques et du Plan.
- depuis le 1er octobre 2007 : sénateur des Yvelines.
- 1er octobre 2008 – 30 septembre 2011 : président du Sénat.
- Depuis le 1er octobre 2014 : président du Sénat.

### Au niveau local
- 18 mars 1983 – 7 juillet 2004 : maire de Rambouillet.
- 18 juin 2007 – 4 avril 2014 : maire de Rambouillet.
- 1985-1992 : conseiller régional d'Île-de-France.

### Autres fonctions
- 1995-2004 : président de l'Union des maires des Yvelines.
- 1997-2004 : président de la Fédération hospitalière de France.
- 2002-2009 : président de la fédération UMP des Yvelines.
- 2012-2014 : président du conseil d'administration de l'EPIC du château de Chambord[107].
- Membre du Conseil national de l'aménagement et du développement du territoire (CNADT).
- Membre de la Commission supérieure du service public des postes et communications électroniques (CSSPpce).

## Résultats électoraux

### Présidence du Sénat
| Année | Groupe | Groupe | 1er tour | 1er tour | 1er tour | 2d tour | 2d tour | 2d tour | Issue |
| Année | Groupe | Groupe | Voix     | %        | Rang     | Voix    | %       | Rang    | Issue |
| ----- | ------ | ------ | -------- | -------- | -------- | ------- | ------- | ------- | ----- |
| 2008  |        | UMP    | 173      | 52,74    | 1er      |         |         |         | Élu   |
| 2011  | 134    | UMP    | 39,18    | 2e       | Battu    |         |         |         |       |
| 2014  | 145    | UMP    | 42,15    | 1er      | 194      | 57,57   | 1er     | Élu     |       |
| 2017  |        | REP    | 223      | 70,35    | 1er      |         |         |         | Élu   |
| 2020  | 231    | REP    | 71,30    | 1er      | Élu      |         |         |         |       |
| 2023  | 218    | REP    | 68,13    | 1er      | Élu      |         |         |         |       |

### Élections sénatoriales
| Année | Parti | Parti | Département | Voix  | %     | Rang  | Sièges |
| ----- | ----- | ----- | ----------- | ----- | ----- | ----- | ------ |
| 1986  |       | RPR   | Yvelines    | 1 124 | 45,03 | 1er   | 3 / 5  |
| 1995  | 1 157 | RPR   | Yvelines    | 43,55 | 1er   | 3 / 5 |        |
| 2004  |       | UMP   | Yvelines    | 1 389 | 51,93 | 1er   | 4 / 6  |
| 2011  | 1 452 | UMP   | Yvelines    | 53,66 | 1er   | 4 / 6 |        |
| 2017  |       | LR    | Yvelines    | 1 588 | 57,94 | 1er   | 5 / 6  |
| 2023  | 1 634 | LR    | Yvelines    | 57,88 | 1er   | 4 / 6 |        |

## Distinctions
- Chevalier de la Légion d'honneur (2007).
- Grand-croix de l'ordre du Mérite civil (Espagne, 2015)[119].
- Grand officier de l'ordre du Mérite de la République italienne‎ (2021)[120]
- Prix de l'appel du 18 Juin (2015)[121].
- Médaille de l'ordre des vétérinaires (2021)[122].

## Récompenses
- Prix du Trombinoscope « Sénateur de l'année » 2008 et 2014.
- Prix du Trombinoscope « Personnalité politique de l'année » 2023 (avec Yaël Braun-Pivet)[123].

## Publications
- Yann Arthus-Bertrand, Gérard Larcher et Caroline de Charon, Bestiaux : un patrimoine français, La Martinière, 2006, 460 p. (ISBN 978-2-7324-3380-6).
- Gérard Larcher et Marion Mourgue, Contre-pouvoir, Paris, L'Observatoire, 2019, 224 p. (ISBN 979-10-329-0745-0).

À l'occasion des 120 ans de l'Entente cordiale, et après la réception au Sénat du roi Charles III, Gérard Larcher rédige la préface de l'ouvrage Journal intime de la présidence de la République - Émile Loubet - 1899/1906, mettant en avant l'engagement d'un de ses prédécesseurs à la présidence du Sénat.